# Naoki Takahashi
Naoki Takahashi (født 8. august 1976) er en tidligere japansk fodboldspiller.
Han har spillet for flere forskellige klubber i sin karriere, herunder Albirex Niigata.